# Mistrzostwa Europy w Biathlonie 2016
Mistrzostwa Europy w biathlonie w 2016 roku odbyły się w dniach 22–28 lutego w rosyjskiej miejscowości Tiumeń. 
Wśród seniorów rozegrane zostały trzy konkurencje męskie oraz trzy żeńskie. Poza tym rozegrano sztafetę mieszaną oraz pojedynczą sztafetę mieszaną. W zawodach seniorskich zniesiony został limit wieku. Wcześniej w kategorii seniorów mogli startować zawodnicy do 26 roku życia. W mistrzostwach nie startowali reprezentanci Polski.
Mistrzostwa Europy juniorów odbyły się w dniach 17–20 marca 2016 roku w słoweńskiej Pokljuce. Rozegrano trzy konkurencje męskie i trzy żeńskie. Po raz pierwszy w historii mistrzostwa juniorów nie były rozgrywane razem z seniorami.

## Seniorzy

### Kobiety

#### Sprint
- 25 lutego, 15:00

| Pozycja | Zawodniczka          | Reprezentacja | Pudła | Wynik | Strata |
| ------- | -------------------- | ------------- | ----- | ----- | ------ |
| złoto   | Nadine Horchler      | Niemcy        |       |       |        |
| srebro  | Karolin Horchler     | Niemcy        |       |       |        |
| brąz    | Annika Knoll         | Niemcy        |       |       |        |
| 4.      | Anna Szczerbinina    | Rosja         |       |       |        |
| 5.      | Nadieżda Skardino    | Białoruś      |       |       |        |
| 6.      | Marija Panfiłowa     | Białoruś      |       |       |        |
| 7.      | Anastasija Zagorujko | Rosja         |       |       |        |
| 8.      | Barbora Tomešová     | Czechy        |       |       |        |
| 9.      | Luise Kummer         | Niemcy        |       |       |        |
| 10.     | Paulína Fialková     | Słowacja      |       |       |        |

#### Bieg pościgowy
- 27 lutego, 15:00

| Pozycja | Zawodniczka                | Reprezentacja | Pudła | Wynik | Strata |
| ------- | -------------------------- | ------------- | ----- | ----- | ------ |
| złoto   | Nadieżda Skardino          | Białoruś      |       |       |        |
| srebro  | Karolin Horchler           | Niemcy        |       |       |        |
| brąz    | Ingrid Landmark Tandrevold | Norwegia      |       |       |        |
| 4.      | Anastasija Zagorujko       | Rosja         |       |       |        |
| 5.      | Paulína Fialková           | Słowacja      |       |       |        |
| 6.      | Nadine Horchler            | Niemcy        |       |       |        |
| 7.      | Luise Kummer               | Niemcy        |       |       |        |
| 8.      | Alexia Runggaldier         | Włochy        |       |       |        |
| 9.      | Chloé Chevalier            | Francja       |       |       |        |
| 10.     | Galina Nieczkasowa         | Rosja         |       |       |        |

#### Bieg masowy
- 28 lutego, 15:00

| Pozycja | Zawodniczka                | Reprezentacja | Pudła | Wynik | Strata |
| ------- | -------------------------- | ------------- | ----- | ----- | ------ |
| złoto   | Luise Kummer               | Niemcy        |       |       |        |
| srebro  | Paulína Fialková           | Słowacja      |       |       |        |
| brąz    | Ingrid Landmark Tandrevold | Norwegia      |       |       |        |
| 4.      | Olga Jakuszowa             | Rosja         |       |       |        |
| 5.      | Anastasija Zagorujko       | Rosja         |       |       |        |
| 6.      | Jessica Jislová            | Czechy        |       |       |        |
| 7.      | Galina Nieczkasowa         | Rosja         |       |       |        |
| 8.      | Nadine Horchler            | Niemcy        |       |       |        |
| 9.      | Barbora Tomešová           | Czechy        |       |       |        |
| 10.     | Annika Knoll               | Niemcy        |       |       |        |

### Mężczyźni

#### Sprint
- 25 lutego, 18:00

| Pozycja | Zawodniczka                | Reprezentacja | Pudła | Wynik | Strata |
| ------- | -------------------------- | ------------- | ----- | ----- | ------ |
| złoto   | Jewgienij Garaniczew       | Rosja         |       |       |        |
| srebro  | Henrik L’Abée-Lund         | Norwegia      |       |       |        |
| brąz    | Anton Babikow              | Rosja         |       |       |        |
| 4.      | Florian Graf               | Niemcy        |       |       |        |
| 5.      | Władimir Iliew             | Bułgaria      |       |       |        |
| 6.      | Matthias Bischl            | Niemcy        |       |       |        |
| 7.      | Håvard Bogetveit           | Norwegia      |       |       |        |
| 8.      | Matwiej Jelisiejew         | Rosja         |       |       |        |
| 9.      | Vetle Sjåstad Christiansen | Norwegia      |       |       |        |
| 10.     | Wiktar Kryuko              | Białoruś      |       |       |        |

#### Bieg pościgowy
- 27 lutego, 18:00

| Pozycja | Zawodniczka                | Reprezentacja | Pudła | Wynik | Strata |
| ------- | -------------------------- | ------------- | ----- | ----- | ------ |
| złoto   | Anton Babikow              | Rosja         |       |       |        |
| srebro  | Jewgienij Garaniczew       | Rosja         |       |       |        |
| brąz    | Florian Graf               | Niemcy        |       |       |        |
| 4.      | Vetle Sjåstad Christiansen | Norwegia      |       |       |        |
| 5.      | Piotr Paszczenko           | Rosja         |       |       |        |
| 6.      | Matwiej Jelisiejew         | Rosja         |       |       |        |
| 7.      | Matej Kazár                | Słowacja      |       |       |        |
| 8.      | Jaroslav Soukup            | Czechy        |       |       |        |
| 9.      | Antonin Guigonnat          | Francja       |       |       |        |
| 10.     | Władimir Iliew             | Bułgaria      |       |       |        |

#### Bieg masowy
- 28 lutego, 18:00

| Pozycja | Zawodniczka          | Reprezentacja | Pudła | Wynik | Strata |
| ------- | -------------------- | ------------- | ----- | ----- | ------ |
| złoto   | Florian Graf         | Niemcy        |       |       |        |
| srebro  | Jaroslav Soukup      | Czechy        |       |       |        |
| brąz    | Władimir Iliew       | Bułgaria      |       |       |        |
| 4.      | Anton Babikow        | Rosja         |       |       |        |
| 5.      | Vegard Gjermundshaug | Norwegia      |       |       |        |
| 6.      | Matthias Bischl      | Niemcy        |       |       |        |
| 7.      | Henrik L’Abée-Lund   | Norwegia      |       |       |        |
| 8.      | Tobias Eberhard      | Austria       |       |       |        |
| 9.      | Piotr Paszczenko     | Rosja         |       |       |        |
| 10.     | Florent Claude       | Francja       |       |       |        |

### Sztafeta mieszana
- 24 lutego, 15:00 CET

| Pozycja | Zawodniczka                                                                               | Pudła | Wynik | Strata |
| ------- | ----------------------------------------------------------------------------------------- | ----- | ----- | ------ |
| złoto   | Rosja Anastasija Zagorujko · Olga Jakuszowa · Matwiej Jelisiejew · Jewgienij Garaniczew   |       |       |        |
| srebro  | Słowacja Paulína Fialková · Jana Gereková · Matej Kazár · Martin Otčenáš                  |       |       |        |
| brąz    | Norwegia Sigrid Bilstad Neraasen · Bente Landheim · Henrik L’Abée-Lund · Håvard Bogetveit |       |       |        |
| 4.      | Niemcy                                                                                    |       |       |        |
| 5.      | Bułgaria                                                                                  |       |       |        |
| 6.      | Francja                                                                                   |       |       |        |
| 7.      | Austria                                                                                   |       |       |        |
| 8.      | Włochy                                                                                    |       |       |        |
| 9.      | Litwa                                                                                     |       |       |        |
| 10.     | Szwecja                                                                                   |       |       |        |

### Pojedyncza sztafeta mieszana
- 24 lutego, 11:00 CET

| Pozycja | Zawodniczka                                                      | Pudła | Wynik | Strata |
| ------- | ---------------------------------------------------------------- | ----- | ----- | ------ |
| złoto   | Rosja Wiktorija Sliwko · Anton Babikow                           |       |       |        |
| srebro  | Niemcy Luise Kummer · Matthias Dorfer                            |       |       |        |
| brąz    | Norwegia Ingrid Landmark Tandrevold · Vetle Sjåstad Christiansen |       |       |        |
| 4.      | Szwecja                                                          |       |       |        |
| 5.      | Kazachstan                                                       |       |       |        |
| 6.      | Czechy                                                           |       |       |        |
| 7.      | Francja                                                          |       |       |        |
| 8.      | Słowacja                                                         |       |       |        |
| 9.      | Białoruś                                                         |       |       |        |
| 10.     | Bułgaria                                                         |       |       |        |

## Juniorzy

### Kobiety

#### Bieg indywidualny
- Data: 17 marca, 14:30

| Pozycja | Zawodniczka           | Reprezentacja | Pudła | Wynik | Strata |
| ------- | --------------------- | ------------- | ----- | ----- | ------ |
| złoto   | Anastasija Merkuszyna | Ukraina       |       |       |        |
| srebro  | Christin Maier        | Niemcy        |       |       |        |
| brąz    | Lena Arnaud           | Francja       |       |       |        |
| .       | ...                   | ...           | ...   | ...   | ...    |
| 22.     | Kinga Mitoraj         | Polska        |       |       |        |
| 37.     | Kamila Żuk            | Polska        |       |       |        |

#### Sprint
- Data: 19 marca, 14:00

| Pozycja | Zawodniczka     | Reprezentacja | Pudła | Wynik | Strata |
| ------- | --------------- | ------------- | ----- | ----- | ------ |
| złoto   | Lena Arnaud     | Francja       |       |       |        |
| srebro  | Chloé Chevalier | Francja       |       |       |        |
| brąz    | Christin Maier  | Niemcy        |       |       |        |
| .       | ...             | ...           | ...   | ...   | ...    |
| 6.      | Kamila Żuk      | Polska        |       |       |        |
| 10.     | Kinga Mitoraj   | Polska        |       |       |        |

#### Bieg pościgowy
- Data: 20 marca, 14:00

| Pozycja | Zawodniczka    | Reprezentacja | Pudła | Wynik | Strata |
| ------- | -------------- | ------------- | ----- | ----- | ------ |
| złoto   | Julia Simon    | Francja       |       |       |        |
| srebro  | Lena Arnaud    | Francja       |       |       |        |
| brąz    | Christin Maier | Niemcy        |       |       |        |
| .       | ...            | ...           | ...   | ...   | ...    |
| 8.      | Kamila Żuk     | Polska        |       |       |        |
| 12.     | Kinga Mitoraj  | Polska        |       |       |        |

### Mężczyźni

#### Bieg indywidualny
- Data: 17 marca, 10:00

| Pozycja | Zawodniczka      | Reprezentacja | Pudła | Wynik | Strata |
| ------- | ---------------- | ------------- | ----- | ----- | ------ |
| złoto   | Wiktar Kryuko    | Białoruś      |       |       |        |
| srebro  | Anton Dudczenko  | Ukraina       |       |       |        |
| brąz    | Roman Jeriemin   | Kazachstan    |       |       |        |
| .       | ...              | ...           | ...   | ...   | ...    |
| 23.     | Rafał Penar      | Polska        |       |       |        |
| 39.     | Tomasz Zięba     | Polska        |       |       |        |
| 47.     | Mateusz Janik    | Polska        |       |       |        |
| 56.     | Bartłomiej Filip | Polska        |       |       |        |

#### Sprint
- Data: 19 marca, 10:00

| Pozycja | Zawodniczka      | Reprezentacja | Pudła | Wynik | Strata |
| ------- | ---------------- | ------------- | ----- | ----- | ------ |
| złoto   | Wiktar Kryuko    | Białoruś      |       |       |        |
| srebro  | Dominic Reiter   | Niemcy        |       |       |        |
| brąz    | David Zobel      | Niemcy        |       |       |        |
| .       | ...              | ...           | ...   | ...   | ...    |
| 21.     | Rafał Penar      | Polska        |       |       |        |
| 46.     | Mateusz Janik    | Polska        |       |       |        |
| 56.     | Bartłomiej Filip | Polska        |       |       |        |
| 57.     | Tomasz Zięba     | Polska        |       |       |        |

#### Bieg pościgowy
- Data: 20 marca, 10:00

| Pozycja | Zawodniczka       | Reprezentacja | Pudła | Wynik | Strata |
| ------- | ----------------- | ------------- | ----- | ----- | ------ |
| złoto   | David Zobel       | Niemcy        |       |       |        |
| srebro  | Émilien Jacquelin | Francja       |       |       |        |
| brąz    | Anton Dudczenko   | Ukraina       |       |       |        |
| .       | ...               | ...           | ...   | ...   | ...    |
| 17.     | Rafał Penar       | Polska        |       |       |        |
| 37.     | Mateusz Janik     | Polska        |       |       |        |
| 51.     | Tomasz Zięba      | Polska        |       |       |        |
| dnf     | Bartłomiej Filip  | Polska        |       |       |        |